# Thielavia dacrydioides
Thielavia dacrydioides är en svampart som beskrevs av J.C. Krug. Thielavia dacrydioides ingår i släktet Thielavia och familjen Chaetomiaceae.   Inga underarter finns listade i Catalogue of Life.